# Hipogej Ħal-Saflieni
Hipogej Ħal-Saflieni v Paoli (Malta) je podzemna zgradba (podzemnica), ki so jo izkopali okrog leta 2500 pr. n. št. Na začetku so jo verjetno uporabljali kot svetišče, potem pa je že v prazgodovini postala nekropola. Hipogej v Paoli je edini prazgodovinski podzemski tempelj na svetu. Na seznamu Unescove svetovne dediščine je od leta 1980.
Odkrili so ga povsem po naključju leta 1902, ko so pri kopanju cisterne za vodo prebili njegov strop. Delavci so sprva hoteli svoje odkritje prikriti, vendar jim to na srečo ni uspelo. Proučevanje zgradbe so zaupali jezuitu Manuelu Magriju, ki je v imenu muzejskega odbora vodil izkopavanja. Magri je leta 1907 na žalost umrl, še preden je bilo objavljeno njegovo poročilo. Izkopavanja je po njegovi smrti nadaljeval arheolog in zgodovinar sir Temi Zammit. 
Hipogej je bil od leta 1992 do 1996 zaradi restavracijskih del zaprt za obiskovalce, nato so ga ponovno odprli. Obišče ga lahko samo 80 obiskovalcev dnevno. Obiski so razprodani za nekaj tednov vnaprej.

## Prva raven
Hipogej je zgrajen na treh ravneh. Prva raven, ki je najvišja in leži kakšnih deset metrov pod sedanjo cesto, je zelo podobna grobnicam, ki so jih odkrili v Xemxiji na zahodni strani Zaliva svetega Pavla. Nekateri prostori so naravne jame, ki so jih kasneje umetno povečali. Videti je, da je  prva raven najstarejša in da so drugo raven izkopali, potem ko so prostori na prvi ravni postali pretesni.

## Druga raven
Prostori na drugi ravni so izjemna mojstrovina prazgodovinskih kamnosekov. Najpomembnejši prostori na drugi ravni so glavna dvorana, svetišče in preročišče. 

### Glavna dvorana
Glavna dvorana je približno okrogla in izklesana v živo skalo. V dvorani je več trilitnih vhodov. Nekateri so slepi, drugi pa vodijo v sosednje prostore. Večji del površine sten ima barvo izprane ókre. V tem prostoru so našli več kipov spečih gospá, ki so shranjene v Arheološkem muzeju v Valletti. 

### Preročišče
Preročišče je približno pravokotno. Ena najmanjših stranskih celic je nekaj izjemnega: moški glas v njej izredno odmeva, ženski pa sploh ne. Celica ima dovršeno poslikan strop s spiralami iz rdeče ókre in okroglimi mehurčki. 

### Okrašena soba
Iz preročišča je skozi grobo obklesano sobo prehod v naslednjo prostorno dvorano okrogle oblike z gladkimi, navznoter nagnjenimi stenami. Dvorana je bogato okrašena z geometričnimi vzorci. Na steni desno od vhoda je vklesan petrosomatoglif človeške roke.

### Kačja votlina
Na drugi ravni je dva metra globoka jama, v kateri so verjetno čuvali kače ali zbirali miloščino. 

### Svetišče
Osrednja točka tega prostora je lina, ki je uokvirjena s trilitom, trilit pa z dvema še večjima trilitoma.

## Tretja raven
Na najnižjem nadstropju hipogeja niso našli niti kosti niti vode. Vse kaže, da so prostor uporabljali kot shrambo, verjetno za žito.

## Turizem
Hipogej Ħal-Saflieni je zelo priljubljena turistična zanimivost. Zanj skrbi vladna ustanova Heritage Malta, ki obisk omejuje na samo 80 oseb dnevno. Priporočajo rezervacije vstopnic nekaj tednov pred načrtovanim obiskom.

## Skrivnostne pripovedi
Leta 1940 je hipogej obiskala uslužbenka britanske ambasade, gospodična Lois Jessup, in prepričala vodnika, da ji dovoli raziskati kvadratni meter veliko pogrebno nišo v najnižjem nadstropju hipogeja. Kasneje je pripovedovala, da je potem, ko se je prerinila skozi ozek prehod, prišla v velik prostor. Stala je na robu jame s strmimi stenami, katere dna se ni videlo. Na drugi strani jame je bila majhna kamnita polica z odprtino v steni. V odprtini je bilo mnogo ljudem podobnih bitij, poraščenih z belo dlako, ki so poskušala priti iz odprtine. Proti njej so dvigovala svoje roke, potem pa je skozi jamo zapihalo, da ji je sunek vetra ugasnil svečo, njo pa je nekaj oplazilo. Ko je ponovno obiskala hipogej, so ji povedali, da vodnik z njenega prvega obiska nikoli ni bil zaposlen pri njih. 
Kmalu zatem je hipogej obiskala skupina šolarjev in njihova učiteljica. Vstopili so v isto pogrebno sobo, potem pa se je nanje podrl strop. Starši otrok so kasneje trdili, da so več tednov slišali njihove klice, ki so prihajali iz podzemlja na različnih krajih po otoku. 